# Златна лопта 1994.
Златна лопта 1994. је признање за најбољег фудбалера Европе у 1994. години које је додељено 20. децембра те године.
Бугарину Христу Стоичкову.
Христо Стоичков је први и до данас (2025) једини бугарски фудбалер који је освојио ово признање. Истовремено он је трећи фудбалер Барселоне после Шпанца Луиса Суареза (1960) и Холанђанина Јохана Кројфа (1973, 1974)

## Коначна листа
| Место | Име                | Клуб                   | Држава      | Поени |
| ----- | ------------------ | ---------------------- | ----------- | ----- |
| 1     | Христо Стоичков    | Барселона              | Бугарска    | 210   |
| 2     | Роберто Бађо       | Јувентус               | Италија     | 136   |
| 3     | Паоло Малдини      | Милан                  | Италија     | 109   |
| 4     | Георги Хаџи        | Барселона              | Румунија    | 68    |
| 4     | Томас Бролин       | Парма                  | Шведска     | 68    |
| 6     | Јирген Клинсман    | Тотенхем хотспур       | Немачка     | 43    |
| 7     | Томас Равели       | ФК Гетеборг            | Шведска     | 21    |
| 8     | Јари Литманен      | Ајакс                  | Финска      | 12    |
| 9     | Марсел Десаи       | Милан                  | Француска   | 8     |
| 9     | Дејан Савићевић    | Милан                  | Југославија | 8     |
| 11    | Франко Барези      | Милан                  | Италија     | 7     |
| 11    | Мишел Прудом       | Бенфика                | Белгија     | 7     |
| 13    | Михаел Лаудруп     | Реал Мадрид            | Данска      | 4     |
| 13    | Јордан Лечков      | Хамбург                | Бугарска    | 4     |
| 13    | Ерик Кантона       | Манчестер јунајтед     | Француска   | 4     |
| 16    | Красимир Балаков   | Спортинг               | Бугарска    | 3     |
| 16    | Хосе Луис Каминеро | Атлетико Мадрид        | Шпанија     | 3     |
| 16    | Жан-Пјер Папен     | Бајерн Минхен          | Француска   | 3     |
| 16    | Ђузепе Сињори      | Лацио                  | Италија     | 3     |
| 16    | Лотар Матеус       | Бајерн Минхен          | Немачка     | 3     |
| 21    | Филип Албер        | Њукасл јунајтед        | Белгија     | 2     |
| 21    | Ото Конрад         | Аустрија Салцбург      | Аустрија    | 2     |
| 21    | Чиријако Сфорца    | Кајзерслаутерн         | Шведска     | 2     |
| 24    | Кенет Андерсон     | Каен                   | Шведска     | 1     |
| 24    | Звонимир Бобан     | Милан                  | Хрватска    | 1     |
| 24    | Мартин Далин       | Борусија Менхенгладбах | Шведска     | 1     |
| 24    | Хосеп Гвардиола    | Барселона              | Шпанија     | 1     |
| 24    | Андреас Мелер      | Борусија Дортмунд      | Немачка     | 1     |